# Min mormors millioner
Min mormors millioner er en thailandsk feel-good-film fra 2024. Filmen blev Thailands største filmsucces nogensinde og landets Oscar-kandidat.

## Handling
Den ældre enke Amah lever af at sælge rissuppe på en gade i Bangkok. Da hun bliver syg, flytter hendes dattersøn M ind hos hende og hjælper hende. Men er hans motiv at passe godt på hende, eller ønsker han i virkeligheden blot at blive begunstiget som hendes arving? Også andre familiemedlemmer forsøger at blive tilgodeset i mormoderens testamente, og det er ikke nemt at vinde hendes gunst.

## Modtagelse

### USA
På det amerikanske websted Rotten Tomatoes, der opsummerer amerikanske mediers filmanmeldelser, var samtlige 100 % af de 38 indsamlede anmeldelser positive med en gennemsnitlig vurdering på 7,8 ud af 10 mulige point.

### Danmark
Filmmagasinet Ekko gav filmen fem stjerner ud af seks, og anmelderen Bo Tao Michaelis skrev, at det var "En rørende feelgood-film... ikke uden inderlig smerte og et grædende hjerte", mens Politiken tildelte den fire hjerter.